# Turanodinia nigripalpis
Turanodinia nigripalpis is een vliegensoort uit de familie van de Odiniidae. De wetenschappelijke naam van de soort is voor het eerst geldig gepubliceerd in 2002 door Papp.